# Nadiem Amiri
Nadiem Amiri, född 27 oktober 1996, är en tysk fotbollsspelare som spelar för Mainz 05.

## Klubbkarriär
Amiri debuterade för 1899 Hoffenheim i Bundesliga den 7 februari 2015 i en 3–0-förlust mot VfL Wolfsburg. I juni 2017 förlängde Amiri sitt kontrakt i Hoffenheim med tre år.
Den 30 juli 2019 värvades Amiri av Bayer Leverkusen, där han skrev på ett femårskontrakt. Den 29 januari 2022 lånades Amiri ut till Genoa på ett låneavtal över resten av säsongen 2021/2022.
Den 31 januari 2024 värvades Amiri av Mainz 05.

## Landslagskarriär
Amiri debuterade för Tysklands landslag den 9 oktober 2019 i en 2–2-match mot Argentina, där han blev inbytt i den 67:e minuten mot Julian Brandt.
Vid olympiska sommarspelen 2020 i Tokyo spelade Amiri samtliga tre gruppspelsmatcher och gjorde två mål, där Tyskland blev utslagna i gruppspelet.